# Suzy... dis-moi oui !
Pour plus de détails, voir Fiche technique et Distribution.
Suzy... dis-moi oui ! (titre original : A Woman of Distinction) est un film américain en noir et blanc réalisé par Edward Buzzell, sorti en 1950.

## Synopsis
Doyenne d'université, Susan Middlecott est une femme réservée, entièrement dévouée à son travail et qui ne se soucie pas de l'amour. Un professeur d'astronomie britannique qu'elle n'a jamais rencontré, le charmant Alec Stevenson, mentionne à un publiciste nommé Teddy Evans qu'il possède un médaillon appartenant à Susan, qu'il souhaite lui apporter. Pour faire un scoop, Teddy invente une histoire selon laquelle Alec et Susan ont une romance. Quand Susan apprend la chose, elle est outrée et prend le train pour Boston pour confronter Alec. Elle ignore que ce dernier, parti lui aussi pour la rencontrer, se trouve à bord du même train. À leur descente du train, un photographe prend leur photo. Furieuse, Susan frappe Alec avec son sac à main ; Teddy va faire en sorte que leur « dispute » fasse la une des journaux.

## Fiche technique
- Titre original : A Woman of Distinction
- Titre français : Suzy... dis-moi oui !
- Réalisation : Edward Buzzell, assisté d'Earl Bellamy
- Scénario : Charles Hoffman d'après une histoire de Ian McLellan Hunter et Hugo Butler
- Dialogues : Frank Tashlin
- Musique : Werner R. Heymann
- Direction artistique : Robert Peterson
- Décors : Louis Diage
- Costumes : Jean Louis
- Photographie : Joseph Walker
- Montage : Charles Nelson et Robert Parrish (non crédité)
- Producteur : Buddy Adler
- Société de production et de distribution : Columbia Pictures
- Pays de production :  États-Unis
- Langue d'origine : anglais américain
- Genre : Comédie
- Format : noir et blanc — 35 mm — 1,37:1 — son : mono (Western Electric Recording)
- Durée : 85 minutes
- Dates de sortie : 
  - États-Unis : 1er mars 1950 (première) / 16 mars 1950 (sortie nationale)
  - France : 15 juin 1951
- Affiche : Boris Grinsson (France)

## Distribution
- Rosalind Russell : Susan Banning Middlecott, la directrice brillante, mais inaccessible, d'un collège de jeunes filles
- Ray Milland : le professeur Alexander "Alec" Stevenson, un astronome anglais farfelu
- Edmund Gwenn : Mark Middlecott, le père de Susan
- Janis Carter : Teddy Evans
- Mary Jane Saunders : Louisa Middlecott
- Francis Lederer : le professeur Paul Simone
- Jerome Courtland : Jerome
- Lucille Ball : elle-même

Acteurs non crédités
- Lucile Browne : la manucure
- Dudley Dickerson : un serveur
- Charles Evans : Dr Carlton McFall
- Gale Gordon : un employé de gare
- Jean Willes : Pearl